# Глебович, Глеб Викторович
Глеб Ви́кторович Глебо́вич (2 января 1914 года, Белосток — 19 февраля 2011 года, Нижний Новгород) — российский учёный, специалист в области гидроакустики, кандидат технических наук, профессор.

## Биография
Родился 2 января 1914 года в городе Белосток в семье врача.
После начала Первой мировой войны уехал с семьёй на родину матери в Тулу.
В 1932 году окончил школу и поехал в Ленинград и поступил в университет на физический факультет.
Во время учёбы много занимался спортом.
В 1937 году окончил Ленинградский государственный университет, после чего решил поступать в Москву в аспирантуру Академии Наук, но не прошел конкурс вместе с сокурсником А. М. Прохоровым, будущим академиком и лауреатом Нобелевской премии.
Начал работать в исследовательской лаборатории Ленинградского завода «Электросила» (предмет научных исследований — явление параметрического резонанса). В работе молодому учёному помогал его научный руководитель по университету профессор В. А. Лазарев.
1939 год — вместе с Лазаревым и по его совету прибыл в Горький и начинает работать ассистентом кафедры «Радиотехника» Горьковского индустриального института. Работал с академиком Андроновым.
12 июня 1941 года был направлен во Владивосток в распоряжение Тихоокеанского флота. Командиром артиллерийской батареи Глебович прослужил до 1946 года. За уничтожение боевых единиц японской армии он был награждён орденом Красной Звезды.
После окончания войны вернулся в Горький, на кафедру, и начал исследования по гидроакустике. Получил авторское свидетельство на новую технологию построения гидроакустических преобразователей. Писал статьи, выступал на конференциях, написал и защитил кандидатскую диссертацию. Апробация новых идей горьковского ученого проходила в Физическом Институте АН СССР, а защита — на факультете (учёный совет возглавлял профессор Агеев, в составе совета были Горелик и Грехова).
В 1952 году перенёс инфаркт миокарда.
В 1953 году, после выздоровления, возглавил кафедру радиотехники (заведовал ей до 1983 года). Работал над методов и техники генерирования и регистрации весьма быстропротекающих электромагнитных процессов. Их называли тогда миллимикросекундными импульсами. К своей работе Глебович привлек своего бывшего студента Льва Моругина, в будущем профессора, заведующего кафедрой. Вместе они опубликовали несколько монографий, имеющих большое значение для отечественной нано- и пикосекундной импульсной технике.
Скончался 19 февраля 2011 года в Нижнем Новгороде. Похоронен на Бугровском кладбище, 5 квартал.

## Основные факты деятельности
Создатель советской нано-секундной импульсной техники; автор нескольких монографий, подготовил более 30 кандидатов технических наук, из которых более 10 стали докторами технических наук.